# Oświata dorosłych. Encyklopedyczny słownik
Oświata dorosłych. Encyklopedyczny słownik (ukr. Енциклопедчний словник "Освіта дорослих")  – ukraiński leksykon poświęcony edukacji osób dorosłych. Pierwsze tego rodzaju wydawnictwo w historii Ukrainy.
Liczący 490 stron i 1340 haseł słownik zaprezentowano 5 listopada 2014 w Kijowie, w pierwszym dniu Forum Oświaty Dorosłych Ukrainy. Jest pracą zbiorową pracowników Narodowej Akademii Pedagogicznych Nauk Ukrainy i działających w jej strukturach samodzielnych instytucji: Instytutu Pedagogiki i Oświaty Dorosłych, Instytutu Szkolnictwa Wyższego, jak również Instytutu Zarządzania Oświatą (łącznie tworzyło go 219 osób pod kierownictwem Wasyla Kremienia, prezydenta Narodowej Akademii Pedagogicznych Nauk Ukrainy i Jurija Kowbaczuka, rektora Narodowej Akademii Zarządzania, którzy byli też redaktorami publikacji). 
Słownik zawiera hasła z zakresu kształcenia dorosłych i nauk związanych blisko z andrtagogiką: psychologii dorosłych, polityki edukacyjnej, teorii zarządzania, ekonomiki oświaty, prawa oświatowego i innych.